# San Diego 1904 FC
Der San Diego 1904 Football Club war ein US-amerikanischer Fußballklub mit Sitz in San Diego, Kalifornien.

## Geschichte
Ursprünglich wurde der Klub bereits im Jahr 2016 gegründet. Zur Saison 2018 sollte der Klub als Neueinsteiger eigentlich in den Spielbetrieb der North American Soccer League starten. Nachdem diese dann aber nicht mehr stattfand, wandte man sich an die United Soccer League, um dort eventuell zur Saison 2019 mit teilzunehmen. Dies wurde im Juni 2018 dem Klub aber von Seiten der Liga verweigert. Im September 2018 stellte die NISA, eine neu drittklassige Liga, den Klub als eine ihrer ersten schließlich vor. Die erste Saison, war somit der Herbst 2019, wo die Mannschaft im San Diego Stadium spielte.
In der ersten Spielzeit erzielte die Mannschaft in sechs Spielen sechs Punkte und scheiterte damit knapp an den Playoffs. Die Saison im Frühjahr wurde dann in einer kompletten Liga ausgetragen, jedoch kam die Mannschaft hier nur auf zwei Partien, weil die Saison durch die COVID-19-Pandemie erst unter- und dann ganz abgebrochen wurde. Für die Saison im Herbst 2020 setze die Mannschaft dann erst einmal aus und war dann zur Spielzeit Frühjahr 2021 wieder zurück. Im NISA Legends Cup im Vorfeld der Saison konnte man sich mit einem Sieg und einem Unentschieden auf dem dritten Platz der Gesamtplatzierung positionieren und kam somit ins Halbfinale der Playoffs. Dort scheiterte man aber mit 0:1 am Detroit City FC. Die Regular Season auch Phase 2 genannt, war dann jedoch nicht mehr so erfolgreich und mit nur zwei Siegen reichte es nach acht gespielten Partien nur zu sieben Punkten und damit den siebten Platz. Für die Herbst 2021 Saison wurde dann zwar gemeldet, jedoch zog man sich kurz vor Saisonstart zurück. Im Dezember 2021 ging man schließlich eine Fusion ein und wurde so Teil von Albion San Diego.